# Guardia Costera de Estados Unidos
La Guardia Costera de los Estados Unidos (en inglés: United States Coast Guard; acrónimo:  USCG) forma la rama más pequeña de las seis que forman las Fuerzas Armadas de Estados Unidos. Está orientada a la protección de los puertos, las fronteras marítimas, aguas interiores y el mar territorial. En este sentido, la Guardia Costera es responsable de evitar la inmigración ilegal y el tráfico de armas. También debe garantizar la seguridad de la navegación y de las actividades náuticas (pesca, turismo, explotación petrolera), participar en acciones de búsqueda y rescate. Asimismo debe velar por los recursos naturales marítimos (combate contra la pesca ilegal, la contaminación marina, etc.). Mantiene servicios científicos de apoyo (investigación y divulgación hidrográfica, polar y climatológica). 
Los guardacostas dependen del Departamento de Seguridad Nacional en tiempos de paz, aunque en tiempos de guerra pueden ser transferidos al Departamento de Defensa por orden del Presidente o por ley del Congreso, Fue transferida por el Congreso a la Armada una sola vez: en 1917, durante la Primera Guerra Mundial. Cuando EE. UU. entró en la Segunda Guerra Mundial en diciembre de 1941, la Guardia Costera de EE. UU. ya había sido transferida a la Armada por el presidente Franklin Roosevelt. 
Fundada por Alexander Hamilton como el Servicio de Guardacostas el 4 de agosto de 1790, siendo la institución marítima más antigua de Estados Unidos. 
En 2018, la Guardia Costera tenía 40,992 empleados en servicio activo, 7,000 reservistas y 8,577 empleados civiles a tiempo completo, para una fuerza laboral total de 87,569. La Guardia Costera mantiene una extensa flota de 243 patrulleros costeros y oceánicos, licitaciones, remolcadores, rompehielos y 1.650 embarcaciones más pequeñas, así como una división de aviación que consta de 201 helicópteros y aviones de ala fija. [12] Si bien la Guardia Costera de EE. UU. Es la segunda más pequeña de las ramas del servicio militar de EE. UU. En términos de membresía, la Guardia Costera de EE. UU. en sí misma fue la decimosegunda fuerza naval más grande del mundo en 2018.

## Misión

### Rol

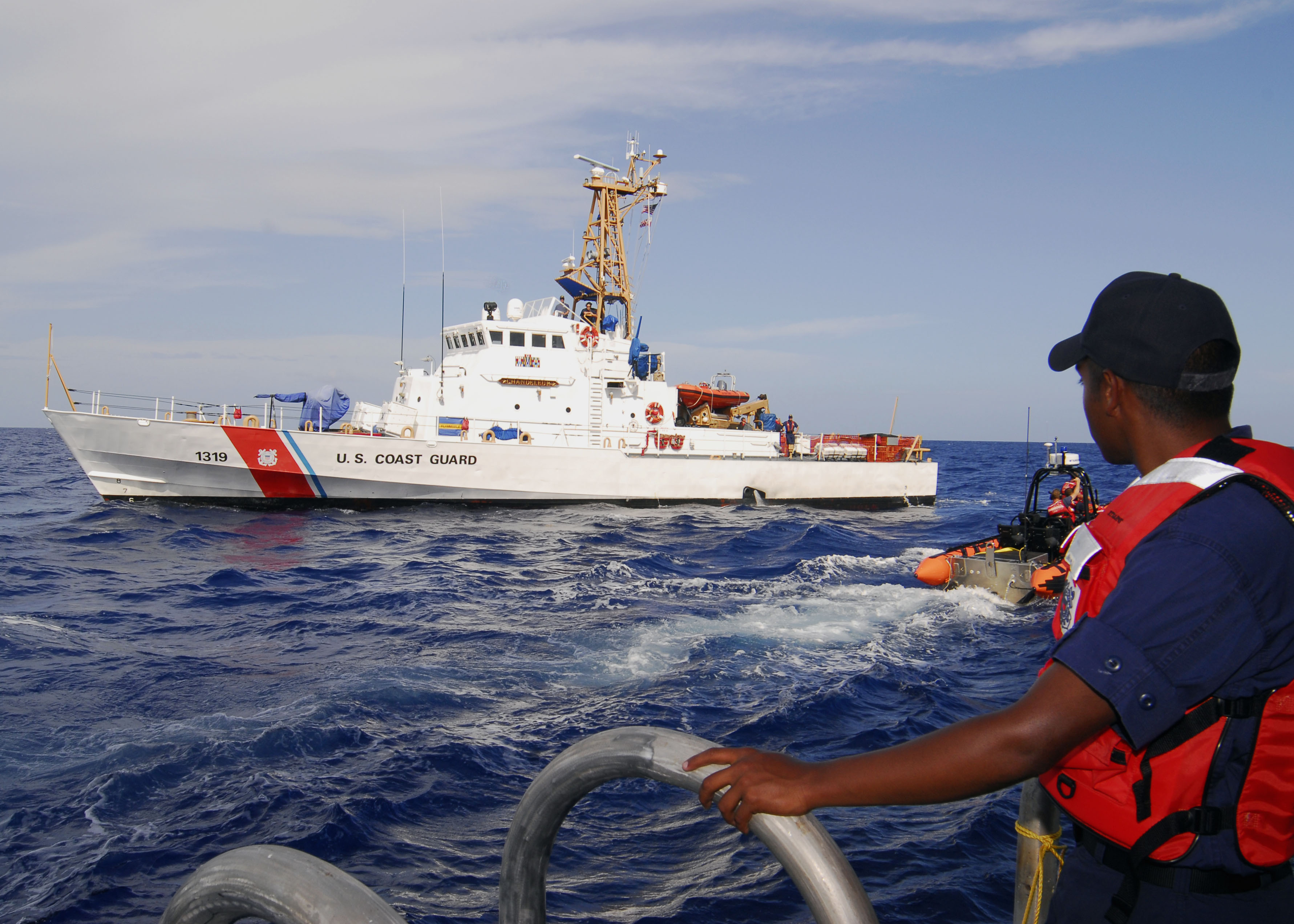
Oficial de la Guardia Costera observando una maniobra del buque guardacostas USCGC Bertholf (WMSL-750).

La Guardia Costera cumple el rol de vigilancia marítima, cumplimiento de la ley en el mar (MLE), búsqueda y rescate (SAR), protección del medio marino (MEP), y vigilancias de ríos, costas y el mar (ATON). Aunque las otras fuerzas armadas de Estados Unidos se despliegan en guerras o se entrenan para estas, la Guardia Costera es desplegada todos los días. 
Con una organización descentralizada, la Guardia Costera es frecuentemente elogiado por su capacidad de respuesta rápida y capacidad de adaptación en una amplia gama de situaciones de emergencia. En un artículo en la revista Time del 2005 tras el huracán Katrina, el autor redactó: «la Guardia Costera es la contribución más valiosa es [un esfuerzo militar cuando llega la catástrofe] un modelo de flexibilidad y sobre todo, de espíritu». Se menciona en el artículo las palabras de un rescatista de la Armada de Estados Unidos Wil Milam «En la Armada se trataba de la misión. La práctica del combate y el entrenamiento para la guerra. En la Guardia Costera es cuidar a las personas y ya esta cumplida la misión».

### Misiones

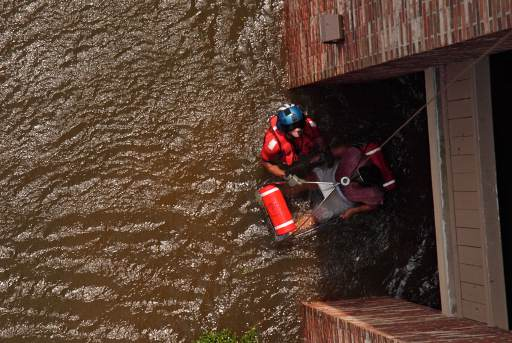
Nadador rescatista de la Guardia Costera rescatando a una mujer embarazada de su casa arrasada por el huracán Katrina.

La Guardia Costera se basa en cumplir tres roles principales que se dividen en 11 misiones secundarias.
- Resguardo marítimo
- Seguridad marítima
- Administración marítima

Las once misiones secundarias se dividen en misiones de seguridad nacional y alternas a la seguridad nacional.

#### Misiones alternas a la seguridad nacional
- Resguardo marítimo
- Búsqueda y rescate
- Ayuda de navegación
- Asegurar recursos marítimos
- Protección del Medio Ambiente marino
- Operaciones árticas (misiones de rompehielos)

#### Misiones de seguridad nacional
- Protección de puertos, costas y canales
- Interceptar operación de Tráfico de drogas
- Interceptar operaciones de inmigración ilegal
- Defensa nacional
- Hacer cumplir la ley en medios marítimos

### Búsqueda y Rescate (SAR)

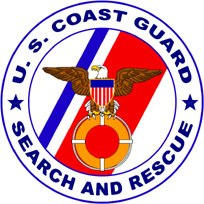
Logo del programa de Búsqueda y rescate de los Guardacostas.

Si bien no es la más antigua, el programa de búsqueda y rescate (SAR), es la misión más conocida de la Guardia Costera. El Plan Nacional de Estados Unidos de Búsqueda y Rescate designa a la Guardia Costera como la institución responsable de la operaciones de búsqueda y rescate en el mar y la Fuerza Aérea en tierra. Ambas instituciones tienen centros de coordinación de salvamentos para coordinar las operaciones y tiene como misión rescatar tanto civiles como militares.

### Centro Nacional de Respuesta
Operado por la Guardia Costera, el Centro Nacional de Respuesta (National Response Center) es el único punto de contacto del gobierno de Estados Unidos para saber cualquier descarga de petróleo, químicos, radiológicos, biológicos y etiológicos en el territorio estadounidense. Además de la Guardia Costera el Centro Nacional de Respuesta se mantiene en contacto con otras agencias federales para notificarle cualquier derrame de elementos sobre el mar. Otra misión del Centro Nacional de Respuesta es reportar cualquier actividad terrorista o sospechosa en el mar.

### Autoridad como Fuerza Armada

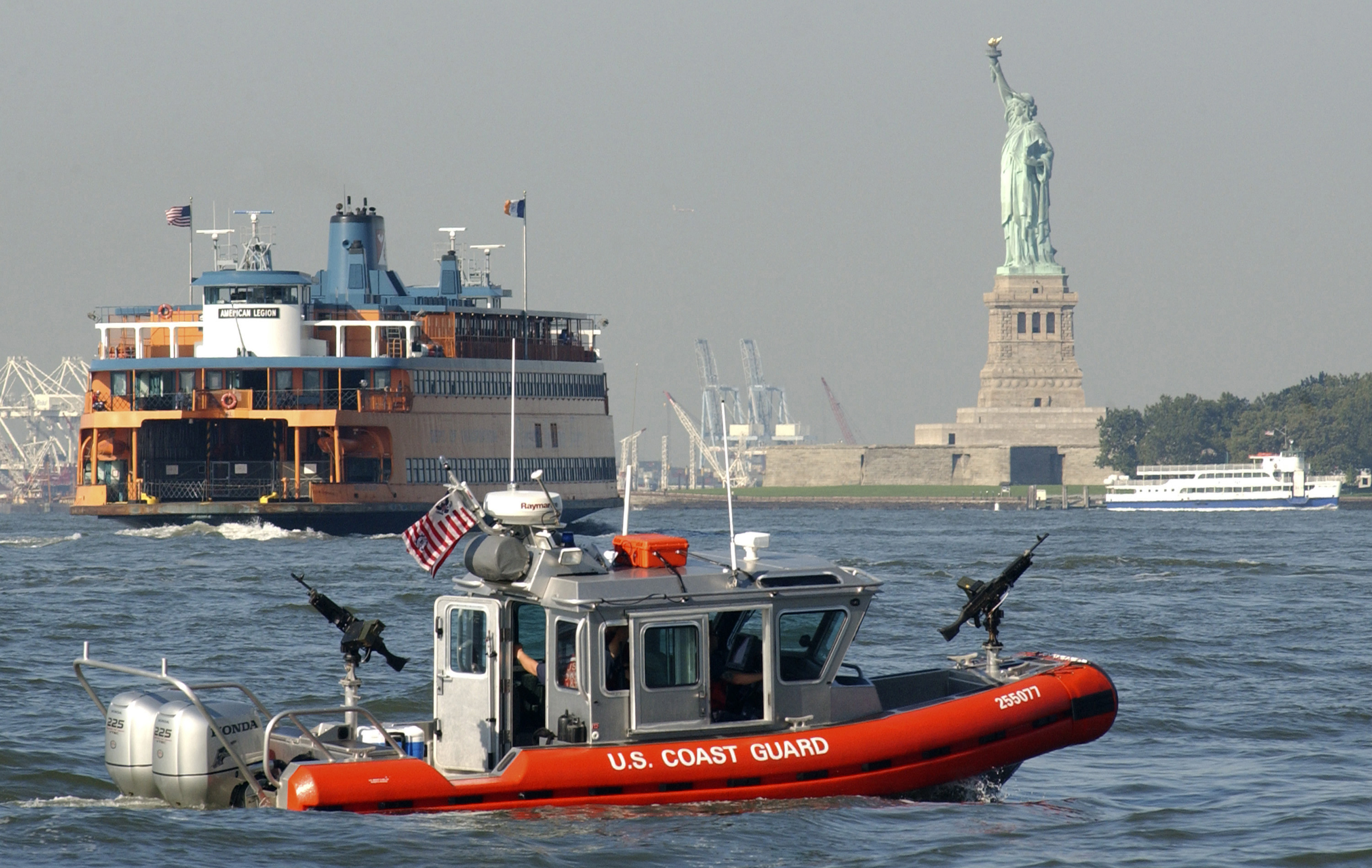
Un bote Clase Defender de la Guardia Costera en labores de patrullaje en Nueva York.

Los cinco servicios uniformados que conforman las Fuerzas Armadas se definen en el 10 Código de Estados Unidos (10 U.S.C § 101(a)(4)):

El término "Fuerzas Armadas" se refiere al Ejército, Armada, Fuerza Aérea, Cuerpo de Marines y Guardia Costera

La definición de la Guardia Costera definida por el 14 Código de Estados Unidos (14 U.S.C. § 1):

La Guardia Costera establecida el 28 enero de 1915, será un servicio militar y una rama de las fuerzas armadas de los Estados Unidos en todo momento. La Guardia Costera será un servicio del Departamento de Seguridad Nacional, excepto cuando se opere dentro del Departamento de la Armada.

La organización de la Guardia Costera es regulada por el Título 22 del Código de Regulaciones Federales.
El 25 de febrero de 2003 la Guardia Costera fue puesta bajo el control del Departamento de Seguridad Nacional. Sin embargo, bajo el 14 Código de Estados Unidos (14 USC § 3), modificado por el artículo 211 del Servicio de Guardacostas y Transporte Marítimo en la Ley de 2006, cuando haya declaración de guerra y cuando el Congreso así lo ordene en una declaración oficial, o cuando el presidente lo ordene, la Guardia Costera operaria bajo el Departamento de Defensa como una Fuerza Armada dependiente del Departamento de la Armada.
Como miembros de una fuerza armada los guardacostas activos y reservistas están sujetos a código militar de justicia y reciben las mismas penas y castigos que los otros miembros de las otras fuerzas armadas de Estados Unidos.
Los guardacostas han participado en todos los grandes conflictos de Estados Unidos desde 1790 hasta hoy, incluyendo batallas como el desembarco de Normandía, las batallas en el Pacífico en la Segunda Guerra Mundial y su más conocida participación fueron los combates navales contra los submarinos alemanes en la batalla del Atlántico, destruyendo varios submarinos alemanes, también participaron en patrullas de combates y bombardeos navales en la guerra de Vietnam y participaron en labores de patrullas en la guerra del Golfo. En la Invasión a Irak del 2003 los roles de la Guardia Costera se desenvolvieron en labores de intercepción marítima, seguridad costera, seguridad de transportes marítimos y labores de cumplimiento de la ley.

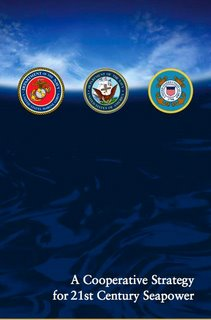
Emblema de la nueva Estrategia cooperativa del siglo 21 para el poder marítimo.

El 17 de octubre de 2007 la Guardia Costera junto con la Armada y el Cuerpo de Marines adoptaron un nuevo plan de estrategia marítima la Estrategia cooperativa del siglo 21 para el poder marítimo (A Cooperative Strategy for 21st Century Seapower) que tiene como objetivo una coordinación entre estos tres cuerpos marítimos en caso de guerra y el desempeño específico de cada uno. Esta nueva estrategia tiene como objetivo principal que la Guardia Costera, la Armada y los Marines trabajen en conjunto para prevenir cualquier crisis internacional, regional o una crisis por una catástrofe natural para actuar de manera inmediata evitando así cualquier impacto negativo a Estados Unidos. Durante el lanzamiento de esta nueva estrategia en el Colegio de Guerra Naval el Almirante de la Guardia Costera Thad Allen expresó que esta nueva estrategia reforzaba considerablemente la capacidad de la Guardia Costera desde su creación en 1790.

Esta nueva estrategia marítima refuerza la labor de seguridad de la Guardia Costera y  no sólo refleja el alcance global de nuestros servicios marítimos sino también la necesidad de integrar y sincronizar el actuar de nuestra coalición con los aliados internacionales, no sólo para ganar las guerras ... sino también para evitar las guerras.
Almirante Thad Allen

### Autoridad como fuerza de cumplimiento de ley

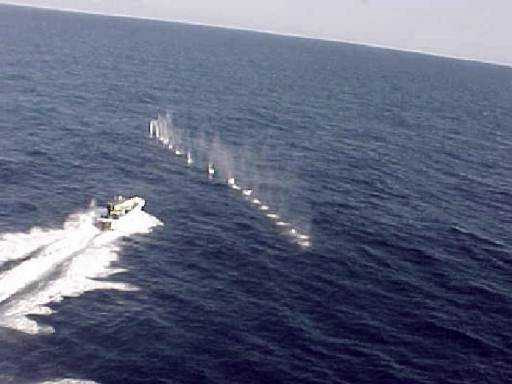
Helicóptero de la Guardia Costera disparando tiros de aviso a un bote contrabandista.

El Código 14 U.S.C. § 2 define a la Guardia Costera como una Fuerza capaz de hacer cumplir la ley federal. La autoridad de la Guardia Costera está definida por el Código 14 U.S.C. § 89 que da el poder de hacer cumplir la ley a oficiales y jefes maestros. A diferencia de las otras ramas de las Fuerzas Armadas de Estados Unidos, a las que se le está prohibido hacer cumplir la ley debido a la ley Posse Comitatus Act y la política del Departamento de Defensa estipulada en el código 18 U.S.C. § 1385 pero a diferencia de las otras fuerzas armadas la Guardia Costera está exenta de las restricciones de estas leyes.

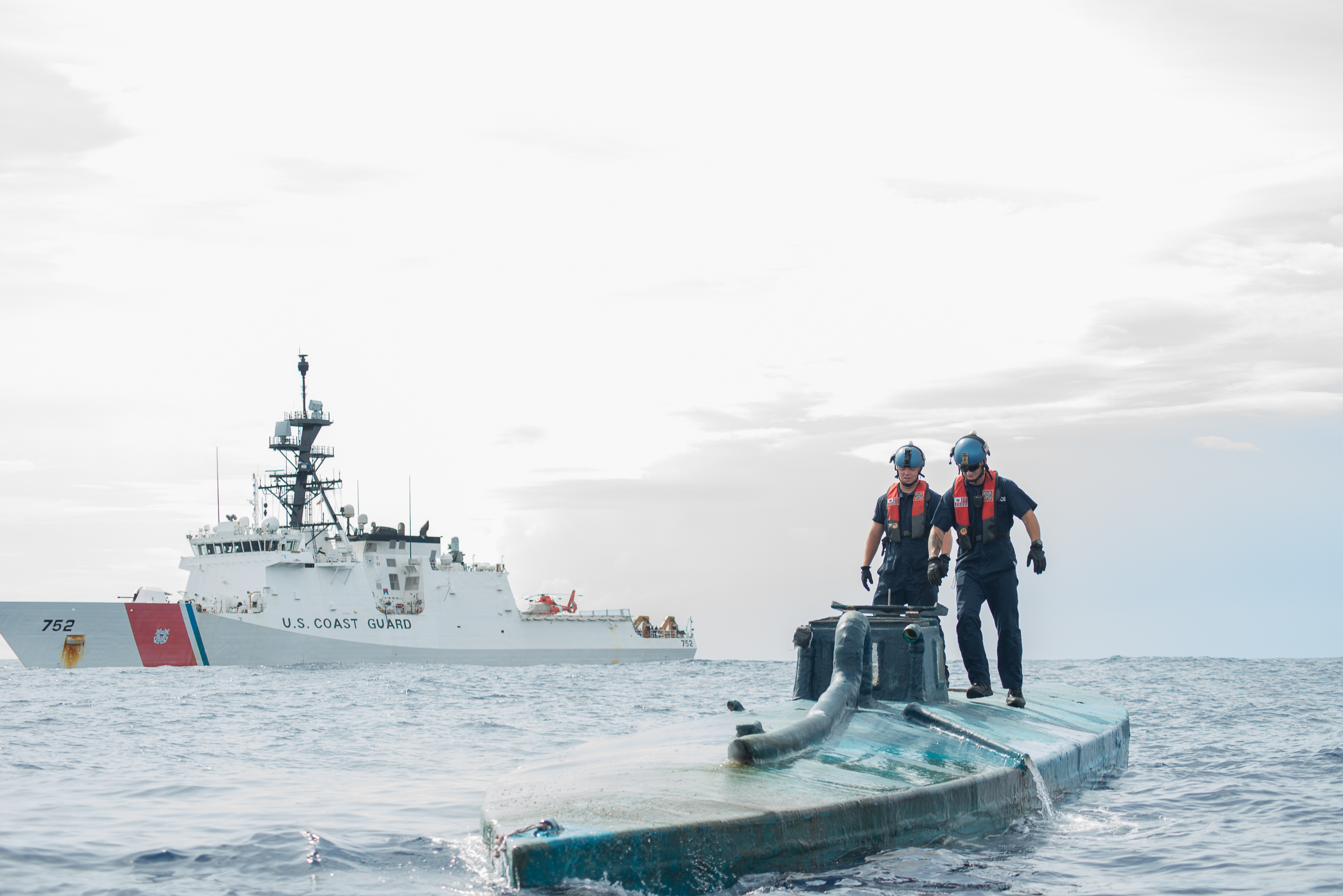
La Guardia Costera captura un narcosubmarino.

Como una autoridad para hacer cumplir la ley la Guardia Costera según los códigos 14 U.S.C. § 143 y 19 U.S.C. § 1401 los oficiales de la Guardia Costera pueden cumplir la función de oficiales federales. Los autoridades de los oficiales de la Guardia Costera son definidas por el código 19 U.S.C. § 1589a y son las siguientes:

- (1) portar armas de fuego;
- (2) ejecutar y hacer cumplir la ley, orden judicial, citación, u otro proceso emitido bajo la autoridad de los Estados Unidos;
- (3) hacer un arresto sin orden judicial por un delito contra las leyes de Estados Unidos que se haya hecho en presencia de un oficial o por un delito grave, o un delito que se haya cometido fuera de la presencia del oficial pero el oficial tiene motivos razonables para creer que la persona a ser arrestada ha cometido o está cometiendo un delito, y;
- (4) desempeñar cualquier otro deber de cumplimento de ley según requiera el Departamento de Seguridad Nacional.

El U.S. Government Accountability Office Report to the House of Representatives, Committee on the Judiciary on its 2006 Survey of Federal Civilian Law Enforcement Functions and Authorities señaló que la Guardia Costera es una de las 104 agencias federales. El reporte también señaló que la Guardia Costera tenía 192 agentes especiales y 3.780 oficiales marítimos.
Los guardacostas tienen la autoridad legal para portar su arma de servicio fuera y dentro de la base. Esto raramente se hace en la práctica, sin embargo, en muchas estaciones de la Guardia Costera, los comandantes prefieren tener todas las armas de servicio en las armerías. Sin embargo, un tribunal ha considerado que los oficiales de abordaje de la Guardia Costera están calificados como agentes federales capaces de portar su arma fuera del servicio para defensa personal.

## Historia

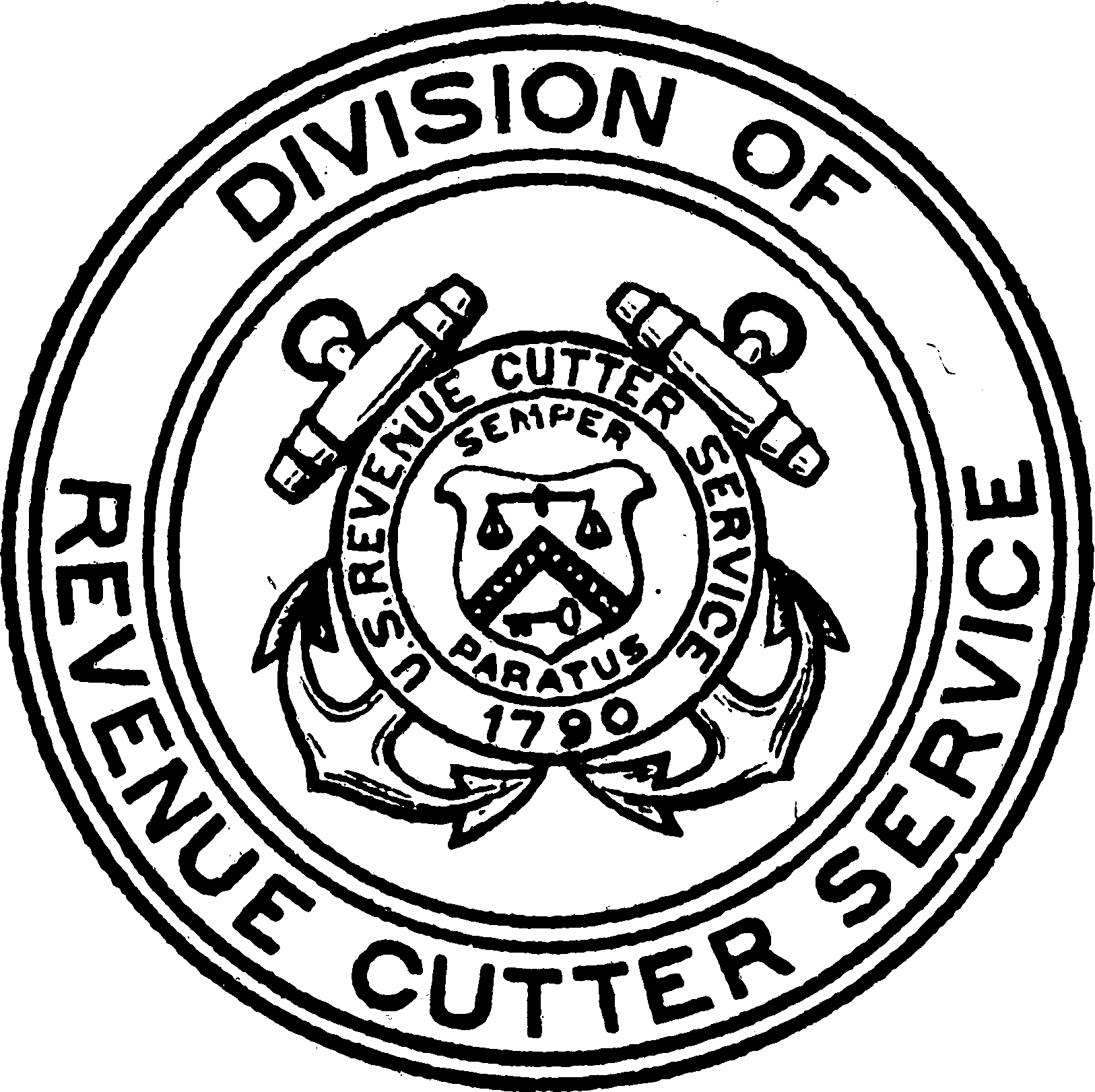
Escudo del United States Revenue Cutter Service, 1790.

### Fundación
Las raíces de la Guardia Costera están en el servicio de Servicio de Guardacostas de los Estados Unidos (United States Revenue Cutter Service) establecido por Alexander Hamilton en el Departamento de Tesoros el 4 de agosto de 1790. La primera base de la Guardia Costera se ubicaba en el puerto de Newburyport, Massachusetts. Hasta el restablecimiento de la Armada de los Estados Unidos en 1798, el servicio de Guardacostas fue la única fuerza naval de los Estados Unidos. Se fundó gracias a los aportes de los patriotas estadounidenses y de las multas a los contrabandistas. Cuando se fundó su misión era: en el mar luchar contra la piratería y cuando estuvieran en tierra realizar servicios de rescate y ayuda a la comunidad.

### SigloXVIII

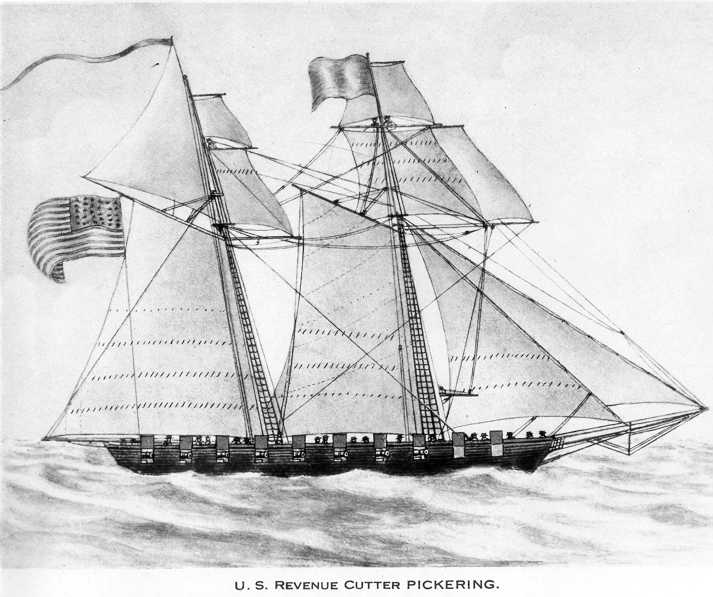
USRC Pickering, este guardacostas capturó 10 buques franceses en la Cuasi-Guerra.

Debido a que la Armada Continental estaba inactiva el Servicio de Guardacostas era la única institución marítima de Estados Unidos. Una de las primeras misiones del Servicio de Guardacostas fue evitar que llegarán barcos con esclavos desde África a Estados Unidos, desde 1794 hasta 1865 el Servicio capturó cerca de 500 barcos con esclavos. La primera participación en un conflicto de los Guardacostas fue en la Cuasi-Guerra con Francia desde 1798 a 1799 donde los buques (cúter) de los Guardacostas participaron activamente luchando junto con la Armada y capturando cerca de 20 buques de la Armada francesa.

### SigloXIX
En 1812 empezó la Guerra anglo-estadounidense en al que se enfrentaron las Fuerzas Armadas de Estados Unidos contra las fuerzas británicas, durante la guerra los marines y los guardacostas fueron puestos bajo el mando de la Armada. El primer combate de los guardacostas en la guerra fue contra el buque Patriot el que fue capturado por el guardacostas USRC Jefferson. Durante el transcurso de la guerra los guardacostas tuvieron una importante cantidad de combates contra la Royal Navy. El último encuentro naval de los guardacostas en la guerra fue entre el guardacostas Eagle contra el mucho más grande Dispatch británico, lo que resultó en la captura del Eagle por parte de los británicos.
Después de la guerra de 1812 los guardacostas se enfocaron en luchar contra las nuevas olas de ataques de piratas que acechaban las costas de Norteamérica y el Caribe. Uno de los combates más importantes contra piratas fue en 1819 donde los buques guardacostas USRC Alabama y USRC Louisiana lucharon contra buques piratas en la isla Breton, Luisiana. En 1820 USRC Alabama capturó 4 barcos piratas provenientes desde Belice. En 1822 en una operación en conjunto con la Royal Navy los buques USS Peacock, USRC Alabama y HMS Speedwell lograron capturar cinco buques piratas.
En el año 1846 empezó la guerra contra México en la cual los guardacostas tuvieron un importante rol apoyando las operaciones anfibias en las costas de México.

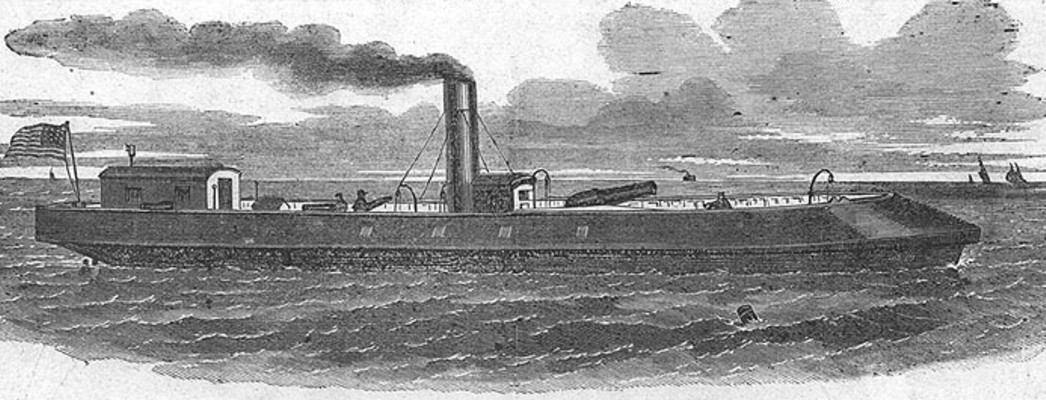
Cañonero blindado USRC E.A. Stevens de los Guardacostas.

En la Guerra Civil de 1861 el Servicio de Guardacostas tuvo una importante actuación, empenzando el 16 de abril de 1861 cuando el USRC Harriet Lane disparó los primeros cañonazos desde un buque en la guerra empezando la campaña naval de la guerra, el USRC Harriet Lane disparó contra el buque confederado CSS Nashville que intentaba entrar al puerto de Charleston durante el bombardeo a Fort Sumter. El Servicio de Guardacostas trabajó en conjunto con la Armada en las batallas navales de la guerra, el USRC Harriet Lane se unió al escuadrón de buques federales en la captura del Fuerte Clark y Hatteras. Una de las contribuciones más importantes en la guerra fue la participación del buque blindado USRC E.A. Stevens por parte de los guardacostas este buque era un blindado cañonero de 33.5 metros semi-sumergible que participó en el fallido ataque a Richmond a través del río James junto con el USS Monitor, USS Galena y otros dos cañoneros.
El presidente Abraham Lincoln ordenó a la Secretaria de Tesoros el 14 de junio de 1863, que los Guardacostas con colaboración de la Armada capturaran cualquier intento de comercio rebelde (confererado) y cualquier transporte en el que hubieran rebeldes. Cuando Lincoln fue asesinado el 15 de abril de 1865, los Guardacostas recibieran la orden de capturar cualquier buque que pudiera llevar sospechosos o cómplices del asesinato.

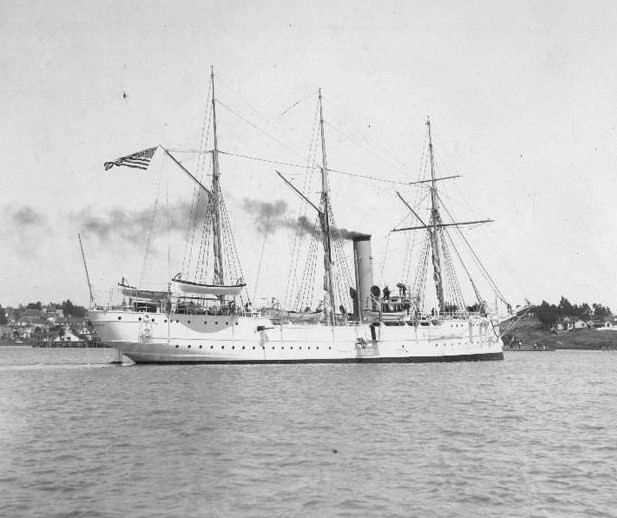
USRC McCulloch, este guardacostas tuvo una activa participación en la victoria estadounidense contra la flota española en la batalla de Cavite. Foto de 1900.

Empezada la Guerra Hispano-Estadounidense en 1898, el Servicio de Guardacostas tuvo una importante participación. Varios guardacostas (cúter) participaron en el bloqueo al puerto de la Habana. Durante la batalla de Cavite el 1 de mayo de 1898 el buque guardacostas USS McCulloch luchó junto con la flota estadounidense bajó el mando del almirante George Dewey de la Armada de Estados Unidos, donde finalmente la flota española fue derrotada.
El 11 de mayo de 1898 el guardacostas USRC Hudson armado con dos cañones de 6 pulgadas y una ametralladora tomo parte de la batalla de Cárdenas junto con el torpedero de la Armada USS Winslow estos buques lucharon contra las cañoneras españolas y las baterías costeras. Bajo intenso fuego de artillería el Hudson remolcó al dañado Winslow fuera del lugar de la batalla. el Congreso entregó una medalla de oro al capitán del Hudson, Frank Newcomb debido a su valentía al salvar al torpedero Winslow.

### SigloXX
En 1915 el Servicio de Guardacostas de los Estados Unidos (United States Revenue Cutter Service) fue reformado y se pasó a llamar Guardia Costera de Estados Unidos (United States Coast Guard).

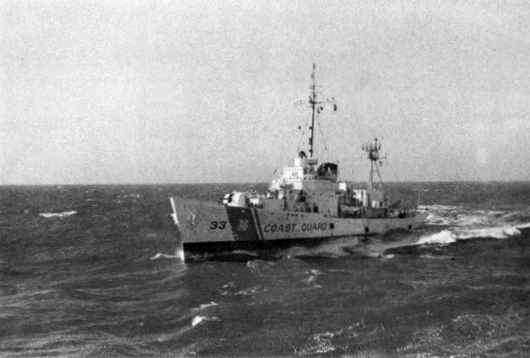
El buque de la Guardia Costera de EE. UU. USCGC Duane (WHEC-33) fue asignada al 3.^{er} Escuadrón de la Guardia Costera frente a las costas de Vietnam, donde sirvió como buque insignia del escuadrón el 28 de julio de 1968.

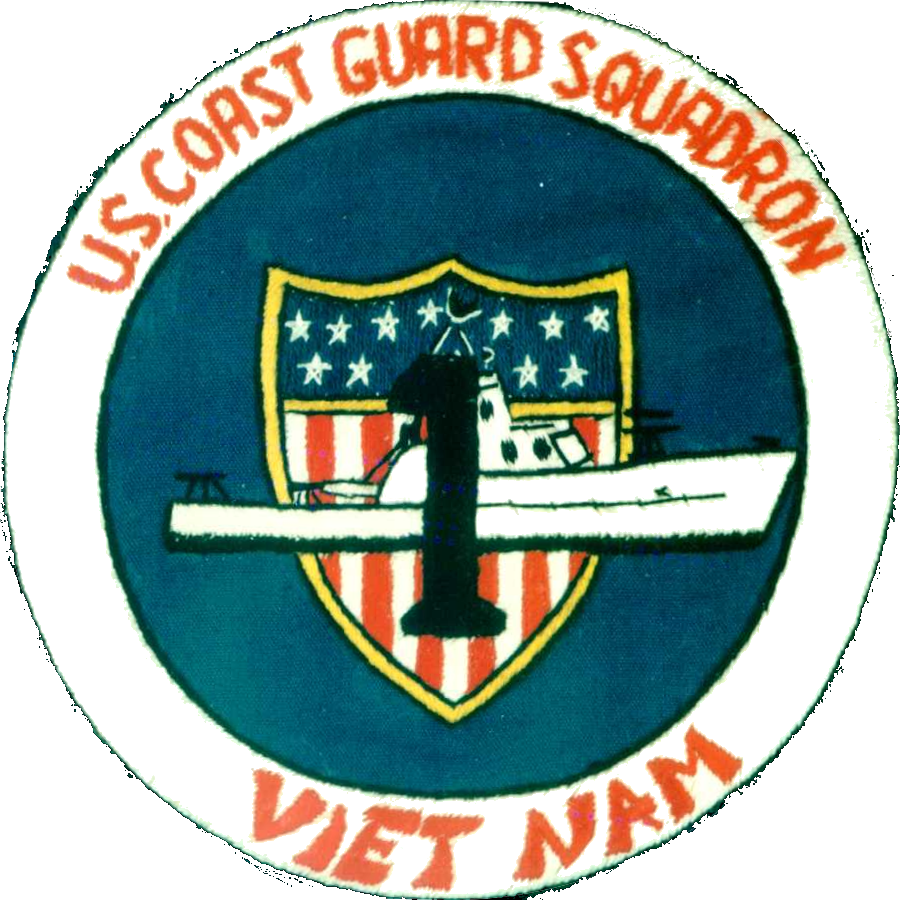
Escuadrón de la Guardia Costera de los Estados Unidos Un parche de unidad durante la guerra de Vietnam

El 1.er Escuadrón de la Guardia Costera, era una unidad de combate formada por la Guardia Costera de los Estados Unidos en 1965 para prestar servicio durante la guerra de Vietnam. Colocado bajo el control operativo de la Marina de los Estados Unidos, se le asignaron deberes en Operation Market Time. Su formación marcó la primera vez desde la Segunda Guerra Mundial que el personal de la Guardia Costera se utilizó ampliamente en un entorno de combate. El escuadrón operó divisiones en tres áreas separadas durante el período de 1965 a 1970. Veintiséis cortadores de clase Point con sus tripulaciones y un personal de apoyo del escuadrón fueron asignados a la Marina de los EE. UU. Con la misión de prohibir el movimiento de armas y suministros de la Mar de China Meridional a Vietnam del Sur por Viet Cong y operadores de traficantes de basura de Vietnam del Norte El escuadrón también proporcionó apoyo de disparos navales de mortero de 81 mm a unidades amigas cercanas que operan a lo largo de la costa de Vietnam del Sur y ayudó a la Marina de los EE. UU. Durante la Operación Sealords
El 3.er Escuadrón de la Guardia Costera, era una unidad de combate formada por la Guardia Costera de los Estados Unidos en 1967 para prestar servicio durante la guerra de Vietnam. Colocado bajo el control operativo de la Marina de los Estados Unidos y con sede en Pearl Harbor. Consistió en cinco buques de alta resistencia USCG que operan en implementaciones rotativas de seis meses. Un total de 35 High Endurance Cutters participaron en operaciones desde mayo de 1967 hasta diciembre de 1971, especialmente utilizando sus armas de 5 para proporcionar misiones de apoyo de disparos navales.
A menudo, las unidades dentro de la Guardia Costera operan bajo el control operativo del Departamento de la Marina, mientras que otras unidades de la Guardia Costera permanecen bajo el Departamento de Seguridad Nacional.

## Organización
El actual cuartel general de la Guardia Costera está en el 2100 Second Street, SW, en Washington D. C. cerca de Nationals Park, este será su cuartel por lo menos hasta 2015. El nuevo Cuartel general de la Guardia Costera se establecerá en el terreno donde se ubicaba el antiguo hospital St. Elizabeths en Anacostia al sureste de Washington. Se espera que el complejo este terminado para finales de 2013 o a principios del 2014.

### Bases en tierra
Las bases en tierra de la Guardia Costera tiene como misión apoyar la flotas de transporte marítimo y las flotas aérea a través del uso de las instalaciones en tierra. La sede está en Washington D. C.. Otras bases en tierra de la de la Guardia Costera son: Base Aérea de la Guardia Costera, Base de ayuda a la navegación. Los centros de entrenamiento incluyen la Academia de la Guardia Costera, Base de entrenamiento de Petaluma, Base de entrenamiento de Cape May y Base de entrenamiento de Yorktown.

### Distritos y unidades

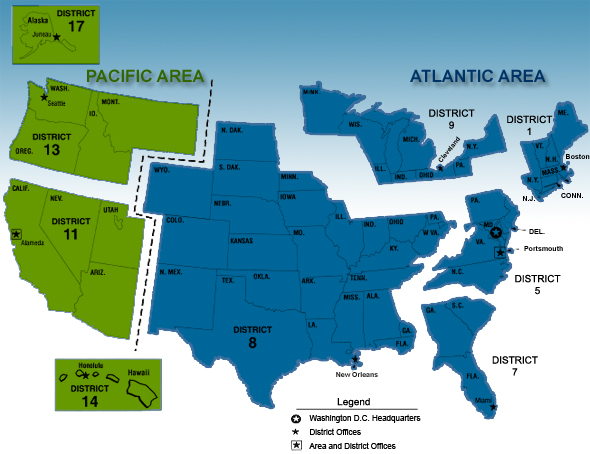
Distritos de la USCG

La organización distrital actual de la Guardia Costera se divide en 9 distritos. Sus designaciones, oficina de distrito y área de responsabilidad son las siguientes:
| Distrito       | Área      | Oficina                 | Área de Responsabilidad                                                                  |
| -------------- | --------- | ----------------------- | ---------------------------------------------------------------------------------------- |
| 1.er Distrito  | Atlántico | Boston, Massachusetts   | Estados de Nueva Inglaterra, este de Nueva York y norte de Nueva Jersey                  |
| 5.º Distrito   | Atlántico | Portsmouth, Virginia    | Pensilvania, sur de Nueva Jersey, Delaware, Maryland, Virginia, y Carolina del Norte     |
| 7.º Distrito   | Atlántico | Miami, Florida          | Carolina del Sur, Georgia, este de Florida, Puerto Rico, y las Islas Virgenes Americanas |
| 8.º Distrito   | Atlántico | Nueva Orleans, Luisiana | Riveras Occidentales de Estados Unidos y el Golfo de México                              |
| 9.º Distrito   | Atlántico | Cleveland, Ohio         | Grandes Lagos                                                                            |
| 11ro Distrito  | Pacífico  | Alameda, California     | California, Arizona, Nevada, y Utah                                                      |
| 13.er Distrito | Pacífico  | Seattle, Washington     | Oregón, Washington, Idaho y Montana                                                      |
| 14.º Distrito  | Pacífico  | Honolulú, Hawái         | Hawái y Territorios del Pacífico                                                         |
| 17.º Distrito  | Pacífico  | Juneau, Alaska          | Alaska                                                                                   |

## Personal
El nombre formal de los miembros de la Guardia Costera es "guardacostas" ("Coast Guardsman") para su uso en inglés se usa independientemente del género de la persona. El "Equipo de la Guardia Costera" se refiere a los cuatro componentes de la Guardia Costera: Regular, Reserva, Auxiliar y Empleados civiles. El 2008 el término "guardián" fue introducido pero ha ido decayendo y ya no se utiliza. El término marino solo se utiliza para los guardacostas que son parte de una tripulación embarcada.

### Oficiales comisionados
Los oficiales comisionados de la Guardia Costera tienen rangos desde el O-1 al O-10, siendo el O-10 el grado más alto alcanzable igual que la Armada. los oficiales desde alférez (O-1) hasta teniente comandante (O-4) son considerados oficiales iniciales, comandantes (O-5) y capitanes (O-6) son considerados oficiales mayores, y contralmirantes (O-7) hasta el almirante (O-10) son considerados oficiales de bandera. El comandante en jefe de la Guardia Costera es el único que puede tener el rango de almirante.
La Guardia Costera no posee oficiales médicos a diferencia de la Armada, por lo que se contratan médicos del servicio público médico y se le otorga grado de oficiales para realizar tareas médicas.
| Grados de los Oficiales comisionados de la Guardia Costera | Grados de los Oficiales comisionados de la Guardia Costera | Grados de los Oficiales comisionados de la Guardia Costera | Grados de los Oficiales comisionados de la Guardia Costera | Grados de los Oficiales comisionados de la Guardia Costera | Grados de los Oficiales comisionados de la Guardia Costera | Grados de los Oficiales comisionados de la Guardia Costera | Grados de los Oficiales comisionados de la Guardia Costera | Grados de los Oficiales comisionados de la Guardia Costera | Grados de los Oficiales comisionados de la Guardia Costera | Grados de los Oficiales comisionados de la Guardia Costera |
| Almirante                                                  | Vicealmirante                                              | Contraalmirante                                            | Contraalmirante (nivel inicial)                            | Capitán                                                    | Comandante                                                 | Teniente Comandante                                        | Teniente                                                   | Teniente (grado inicial)                                   | Alférez                                                    |                                                            |
| Admiral (ADM)                                              | Vice Admiral (VADM)                                        | Rear Admiral (RADM)                                        | Rear Admiral (lower half) (RDML)                           | Captain (CAPT)                                             | Commander (CDR)                                            | Lieutenant Commander (LCDR)                                | Lieutenant (LT)                                            | Lieutenant (junior grade) (LTJG)                           | Ensign (ENS)                                               |                                                            |
| O-10                                                       | O-9                                                        | O-8                                                        | O-7                                                        | O-6                                                        | O-5                                                        | O-4                                                        | O-3                                                        | O-2                                                        | O-1                                                        |                                                            |
| ---------------------------------------------------------- | ---------------------------------------------------------- | ---------------------------------------------------------- | ---------------------------------------------------------- | ---------------------------------------------------------- | ---------------------------------------------------------- | ---------------------------------------------------------- | ---------------------------------------------------------- | ---------------------------------------------------------- | ---------------------------------------------------------- | ---------------------------------------------------------- |
|                                                            |                                                            |                                                            |                                                            |                                                            |                                                            |                                                            |                                                            |                                                            |                                                            |                                                            |

### Suboficiales
El personal alistado altamente calificado en los grados salariales E-6 a E-9 con un mínimo de ocho años de experiencia puede competir cada año para el nombramiento como suboficiales (WO). Los candidatos seleccionados son elegidos por una junta y luego comisionados como suboficiales (CWO2) en una de las veintiuna especialidades. Con el tiempo, los suboficiales pueden ser promovidos a CWO3 y CWO4. Las filas del suboficial (WO1) y el suboficial cinco (CWO5) no se utilizan actualmente en la Guardia Costera. Los suboficiales también pueden competir por el suboficial del programa de teniente. Si se selecciona, el suboficial será ascendido a teniente (O-3E). La "E" designa a más de cuatro años de servicio activo como suboficial o miembro alistado y le otorga al miembro una tasa de pago más alta que otros tenientes.

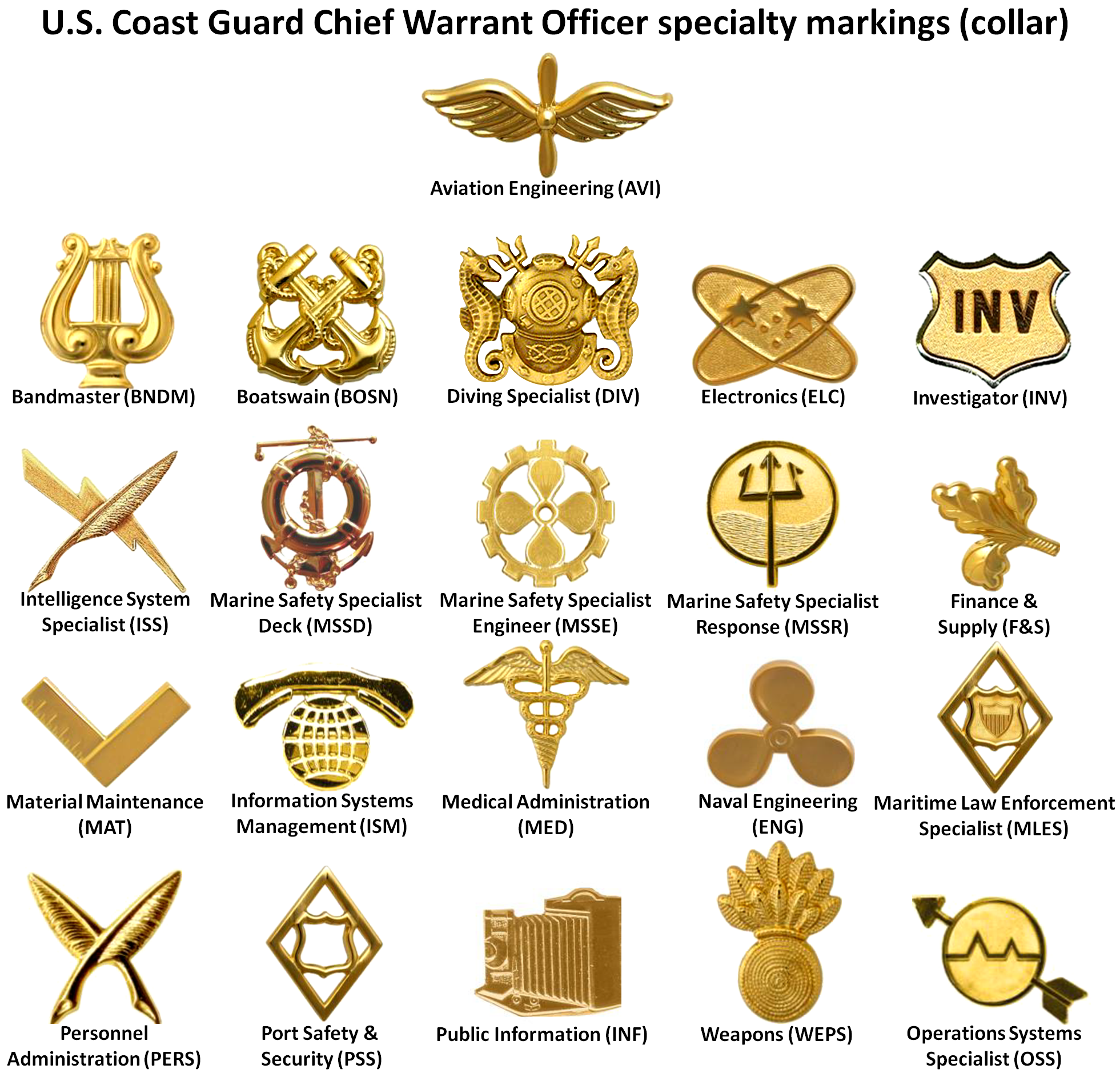
Insignias de las veintiuna especialidades de suboficiales dentro de la USCG

|  |  |  |

### Personal alistado
Los miembros alistados de la Guardia Costera tienen calificaciones salariales de E-1 a E-9 y también siguen la misma estructura de rango que la Armada. Los miembros alistados en grados salariales de E-4 y superiores se consideran suboficiales y siguen caminos de desarrollo profesional muy similares a los de los suboficiales de la Marina.
Los suboficiales en grado de pago E-7 y superior son suboficiales principales y deben asistir a la Academia de Suboficiales de la Guardia Costera, o una escuela equivalente del Departamento de Defensa, para poder avanzar para pagar el grado E-8. Los temas básicos de la escuela son:
- Profesionalismo
- Liderazgo
- Comunicaciones
- Pensamiento de sistemas y aprendizaje permanente.

Las insignias de rango alistadas también son casi idénticas a las insignias alistadas de la Armada. El escudo de la Guardia Costera que reemplaza el águila del suboficial en los dispositivos de cuello y gorra para suboficiales o insignias de calificación alistadas para marinos calificados como "delantero designado". Las marcas de grupo (franjas) para los miembros alistados menores (E-3 y menos) también siguen la convención de la Marina con blanco para marinero, rojo para bombero y verde para el aviador. En una desviación de las convenciones de la Marina, todos los suboficiales E-6 e inferiores usan chevrones rojos y todos los suboficiales principales usan oro
|  |  |  |  |  |  |  |  |  |

|  |  |  |

### Entrenamiento

#### Entrenamiento de los Oficiales
La Academia de la Guardia Costera de EE. UU. Es una academia de servicio de cuatro años ubicada en New London, Connecticut. Aproximadamente 200 cadetes se gradúan cada año, recibiendo un título de Bachiller en Ciencias y una comisión como alférez en la Guardia Costera. Los graduados están obligados a cumplir un mínimo de cinco años en servicio activo. La mayoría de los graduados son asignados al servicio con el grado de Alférez de la Guardia Costera inmediatamente después de la graduación, ya sea como oficiales de vigilancia de cubierta (DWO) o como oficiales de ingeniería en entrenamiento (EOIT). Se asignan números más pequeños directamente al entrenamiento de vuelo en la Estación Aérea Naval de Pensacola, Florida, o al servicio en tierra en las unidades centrales del Sector, Distrito o Área de la Guardia Costera.
Además de la Academia, los posibles oficiales, que ya tienen un título universitario, pueden ingresar a la Guardia Costera a través de la Escuela de Candidatos Oficiales (OCS), también ubicada en la Academia de la Guardia Costera. OCS es un curso de instrucción de 17 semanas que prepara a los candidatos para servir efectivamente como oficiales en la Guardia Costera. Además de adoctrinar a los estudiantes en un estilo de vida militar, OCS proporciona una amplia gama de información altamente técnica necesaria para realizar las tareas de un oficial de la Guardia Costera.
Los graduados de OCS generalmente son comisionados como alférez, pero algunos con títulos de posgrado avanzados pueden ingresar como tenientes (grado júnior) o tenientes. Los oficiales graduados de OCS que ingresan al servicio activo deben cumplir un mínimo de tres años, mientras que los oficiales de reserva graduados deben cumplir cuatro años. Los graduados pueden ser asignados a un buque, entrenamiento de vuelo, un trabajo de personal o una operación en tierra.
OCS es el canal principal a través del cual los grados alistados de la Guardia Costera ascienden al cuerpo de oficiales comisionados.
Abogados, ingenieros, oficiales de inteligencia, aviadores militares que tienen comisiones en otras ramas de las Fuerzas Armadas de los EE. UU. Que solicitan transferencias entre servicios a la Guardia Costera, graduados de academias marítimas y algunas otras personas también pueden recibir una comisión de oficial en la Guardia Costera a través de la Comisión Directa Programa oficial (DCO). Dependiendo del programa específico y los antecedentes del individuo, el curso dura tres, cuatro o cinco semanas. La primera semana del curso de cinco semanas es una semana de adoctrinamiento. El programa DCO está diseñado para comisionar oficiales con entrenamiento profesional altamente especializado o ciertos tipos de experiencia militar previa.
A diferencia de los otros servicios militares, la Guardia Costera no tiene un programa del Cuerpo de Entrenamiento de Oficiales de Reserva (ROTC).

#### Entrenamiento de los reclutas
El personal recién alistado es enviado a ocho semanas de capacitación de reclutas en el Centro de Capacitación de la Guardia Costera de Cape May en Cape May, Nueva Jersey. Los nuevos reclutas llegan a Sexton Hall y permanecen allí durante tres días de procesamiento inicial, que incluye cortes de pelo, vacunas, expedición de uniformes y otros procedimientos de ingreso necesarios. Durante este período de procesamiento inicial, los nuevos reclutas son liderados por comandantes temporales de la compañía. Estos comandantes temporales de la empresa tienen la tarea de enseñar a los nuevos reclutas cómo marchar y prepararlos para ingresar a su empresa designada. Los comandantes temporales de la compañía generalmente no imponen ninguna actividad física, como flexiones o abdominales. Cuando se completa el procesamiento inicial, los nuevos reclutas marinos se presentan a los comandantes permanentes de su compañía que permanecerán con ellos hasta el final de la capacitación. Normalmente hay un comandante designado de la compañía principal y dos comandantes de la compañía de apoyo. El resto del campo de entrenamiento de ocho semanas se utiliza en aprender el trabajo en equipo y desarrollar habilidades físicas. Una introducción de cómo opera la Guardia Costera con especial énfasis en los valores centrales de la Guardia Costera es una parte importante de la capacitación.
Los nueve objetivos actuales de entrenamiento de reclutas son:
- Autodisciplina
- Habilidades militares
- Puntería
- Habilidades vocacionales y académicas
- Porte militar
- Aptitud física y bienestar
- Supervivencia en el agua y calificaciones de natación
- espíritu de cuerpo
- Valores fundamentales (honor, respeto y devoción al deber)